# Цеко Попиванов
Цеко Стефанов Попиванов е поет, писател и новинар, деец на комунистическата съпротива във Вардарска Македония. Произведенията си пише главно на сръбски език, но отделно пише на македонски диалект и български книжовен език.

## Биография
Роден е в град Кочани на 27 септември 1907 година. Баща му Стефан Попиванов и сестра му Малина Попиванова са видни комунистически дейци. Като ученик в Скопие в 1922 година влиза в ръководството на група на Съюза на комунистическата младеж на Югославия, а в 1924 година става секретар на областния комитет на СКМЮ. В 1925 година става политически секретар на СКМЮ за Македония, а през 1926 година участва във Втория конгрес на СКМЮ във Виена. Председател е на скопския синдикален съвет. В 1930 година е арестуван в Скопие и затворен в Белград до 1931 година.
През 1932 година заедно с Чедомир Миндерович издава стихосбирка под името „Документи“, а на следващата 1933 година публикува своята поема „Мата Теглач“. През 30-те години сътрудничи на различни вестници и списание, като „Луч“, в което публикува шест стихотворения на македонски диалект и части от романа си „Афион“ също на македонски диалект. Между 1938 и 1939 година написва драмата „Земя“, но не успява нито да я публикува, нито да я постави. Пътува и пише репортажи. Пише и във „Вардар“, „Щампа“, „Правда“, редактор е на „Южни задругар“. Поддържа близки контакти с Кочо Рацин, Йован Попович и Бранко Лазаревич. През 1940 година заедно с Радослав Гогич пуска книгата „Поданици ничије земље“ (Поданици на ничията земя) за прогонването на евреите. В началото на 1941 година публикува обемна стихосбирка „Пиринчана поља“ (Пиринчени поля) със стихове на сръбски език и македонски диалект.
След освобождението на Вардарска Македония в 1941 година пише за български вестници „Заря“ и „Дъга“, както и за скопския „Целокупна България“. Чрез Кузман Йосифовски на 22 септември 1943 година влиза в Шарпланинския партизански отряд. Партизаните обаче не му се доверяват и го оставят без оръжие. На 18 октомври Попиванов напуска отряда и отива в българската полиция, където издава отряда и организацията му. На 21 октомври въз основа на данните му български военни части и полиция нападат отряда и убиват 13 ятаци и партизани от НОВМ. След това Стефанов прекарва в затвора един месец, а после е интерниран в Баткунския манастир, където пише поемата „Лумнали огньове“ на книжовен български и „Огин и пламен“ на македонски диалект. Завръща се в Скопие на 10 юни 1944 година, а на 20 септември, след закани за отмъщение от страна на комунистите, се самоубива. Стефанов е баща на художника Златко Стефанов.
През 1996 година Блаже Ристовски издава неговата драма „Земята“.